# Láadan
Láadan é uma língua artificial muito concentrada na mulher criada por Suzette Haden Elgin em 1982, testando a hipótese Sapir-Whorf, mas, especificamente, para determinar se o desenvolvimento de uma linguagem destinada a expressar as teorias e opiniões das mulheres moldariam uma cultura, uma hipótese das línguas naturais ocidentais que mudariam a opinião de que o homem tem mais liberdade de expressão do que as mulheres. sua linguagem foi incluída em sua série de ficção científica, Native Tongue. Láadan contém várias palavras que são usadas fazer declarações inequívocas que incluem como a pessoa se sente sobre o que está dizendo. De acordo com Elgin, ela fez isso para combater o androcentrismo. 

## Gramática
A maioria das frases em Láadan contém três partículas que dão diferentes significados para as frases, esses são:
- A partícula que indica o ato e fala. Elas são:

Bíi
Indica uma frase declarativa
Báa
Indica uma pergunta
Bó
Indica um comando; normalmente usado para crianças pequenas
Boo
Indica uma solicitação
Bé
Indica uma promessa
Bée
Indica um aviso
- A partícula de tempo gramatical – isso ocorre em segundo lugar na frase e a marca como presente ( ril ), pretérito ( eril ), futuro ( aril ) ou hipotético  ( wil ).
- A partícula de evidência[2]. Elas são:

wa
Conhecido pelo falante porque percebido pelo falante, externa ou internamente
wi
Conhecido pelo orador porque auto-evidente
we
Percebido pelo orador em um sonho
wáa
Assumida como verdadeira pelo locutor porque o locutor confia na fonte
waá
Assumida como falsa pelo falante porque o falante desconfia da fonte; se a má intenção da fonte também for assumida, a forma é "waálh"
wo
Imaginado ou inventado pelo falante, hipotético
wóo
Usado para indicar que o locutor declara total desconhecimento quanto à validade do assunto
Láadan é uma linguagem Verbo Sujeito Objeto (VSO).
| bíi (declaração) ril (presente) áya (bonito) mahina (flor) wa (verdade observada por tal pessoa) | A flor é bonita.                          |
| báa (palavra interrogativa) eril (pretérito) mesháad (ir/vir) with (mulher)                      | As mulheres foram/chegaram?               |
| bóo (solicitação) wil (humor hipotético) di (falar/dizer) le (eu) neth (você-objeto)             | Eu gostaria de falar com você, por favor. |

Dentro dos parênteses podem ver o que cada palavra significa na frase.